# 乌头酸
乌头酸（英語：Aconitic acid）是一种有机酸，其两种异构体分别是顺乌头酸与反乌头酸。顺乌头酸的共轭碱，顺乌头酸盐是三羧酸循环中柠檬酸盐异构化为异柠檬酸盐的中间产物。这一步骤的催化酶是顺乌头酸酶。
以硫酸使柠檬酸脱水的方式可以合成乌头酸：
(HO2CCH2)2COH(CO2H)  → HO2CCH=C(CO2H)CH2CO2H  +  H2O
它首次是由加热脱水的方式制备的。